# Fredrik Kuoppa
John Fredrik Kuoppa (Sundsvall, 16 agosto 1971) è un ex biatleta svedese.

## Biografia
In Coppa del Mondo ottenne il primo podio, nonché risultato di rilievo, il 21 gennaio 1993 ad Anterselva (2°).
In carriera prese parte a un'edizione dei Giochi olimpici invernali, Nagano 1998 (21° nella sprint, 39° nell'individuale, 10° nella staffetta), e a cinque dei Campionati mondiali (6° nella staffetta ad Anterselva 1995 il miglior risultato).

## Palmarès

### Coppa del Mondo
- Miglior piazzamento in classifica generale: 30º nel 1993 e nel 1998
- 3 podi (tutti individuali[1]):
  - 2 secondi posti
  - 1 terzo posto